# Musée des frères Caudron
Le musée des frères Caudron est un musée situé à Rue, au nord-ouest du département de la Somme. Il retrace la vie et les réalisations de deux pionniers de l'aviation au début du XXe siècle.

## Historique
Le musée des frères Caudron, a été ouvert au public en novembre 1976, grâce à la donation, à la ville de Rue, de documents et d'objets, par Madame René Caudron.
Fils d’agriculteurs de Favières, village au sud de Rue, Gaston et René Caudron après avoir pris connaissance de la vie et se l'œuvre d’Otto Lilienthal et de celles des frères Wright,se lancèrent dans la construction de leur premier avion et réussirent leur premier vol en mai 1909.
Les années suivantes les frères Caudron créèrent une usine de construction d'aéronefs à Rue et en 1910, l'École de pilotage Caudron du Crotoy.
Pendant la Première Guerre mondiale, l'armée française s'équipa du modèle Caudron G.3 et cinquante six escadrilles furent équipées d’avions Caudron pendant cette guerre.
Durant cette période, les frères Caudron auront construit 10 330 avions et formé plus de 9 000 pilotes.

## Caractéristiques
Les collections du musée sont constituées de :
- maquettes d'avions ;
- trophées ;
- sculptures en bronze ;
- photographies de pilotes et d’appareils Caudron avec leurs performances ;
- documents personnels des frères Caudron.

Ces éléments illustrent l’évolution de l’aéronautique de 1909 à 1939.

## Pour approfondir